# Wings of the Ocean
Wings of the Ocean (en français Les ailes de l'océan) est une association française de dépollution des littoraux, fondée en 2018. Elle utilise plusieurs voiliers pour ses missions, dont le Kraken.
L'association organise des dépollutions de plages, en particulier dans l'étang de Berre, en Méditerranée (Espagne, Portugal, sud de la France) et sur la côte Atlantique. Elle mène également des opérations de sensibilisation.

## Historique
L'association Wings of the Ocean est fondée en mai 2018 par Julien Wosnitza, ancien employé dans le secteur bancaire et auteur d'un essai de collapsologie,,, et Sébastien Fau, capitaine de marine marchande. Les deux se rencontrent lors d'un bénévolat dans l'ONG Sea Shepherd,. L'association achète le voilier Pedro Doncker, renommé en Kraken. L'objectif initial est de récupérer directement le plastique en mer, puis l'association se consacre à la dépollution des plages et des littoraux.
En janvier 2019, après quatre mois de travaux à Cherbourg, le Kraken commence sa mission en partant de La Corogne pour Lisbonne, puis à Madère et aux Canaries. La même année, l'association organise pendant plusieurs mois la dépollution de l'étang de Berre, près de Marseille, avec le navire Saint-Amour, et sur le littoral méditerranéen entre Sète et Nice avec l'Amadeus. En 2020, l'association mène des travaux de réfection du Kraken à Savone en Italie.
En mai 2021, l'association est rachetée par le groupe SOS, ce qui permet d'éponger les dettes de l'ONG contractées à la suite d'une escroquerie lors des travaux de réfection du Kraken. L'ONG continue ses actions de dépollution sur les côtes françaises de Méditerranée,, autour de l'étang de Berre ou de l'étang de Thau à Sète. En octobre 2021, Wings of the Ocean publie un calendrier de bénévoles nus au milieu des déchets, les Dieux du sale, parodiant Les Dieux du stade, et rebaptisé en 2022 le Sale Calendrier pour sa troisième édition, afin de sensibiliser à la pollution en mer,,,.
En 2022, l'association acquiert un nouveau bateau, le Scylla, qui part en mars pour une campagne de dépollution des côtes de l'Atlantique,,. Le navire est sponsorisé par l'entreprise Léa Nature et effectue deux autres campagnes de dépollution et sensibilisation en 2023 et 2024, dans des ports comme Douarnenez, Fécamp, Dunkerque, Dieppe, Le Havre, Granville, Nantes ou La Rochelle.
En 2023, le cofondateur Juilen Wosnitza quitte l'ONG.

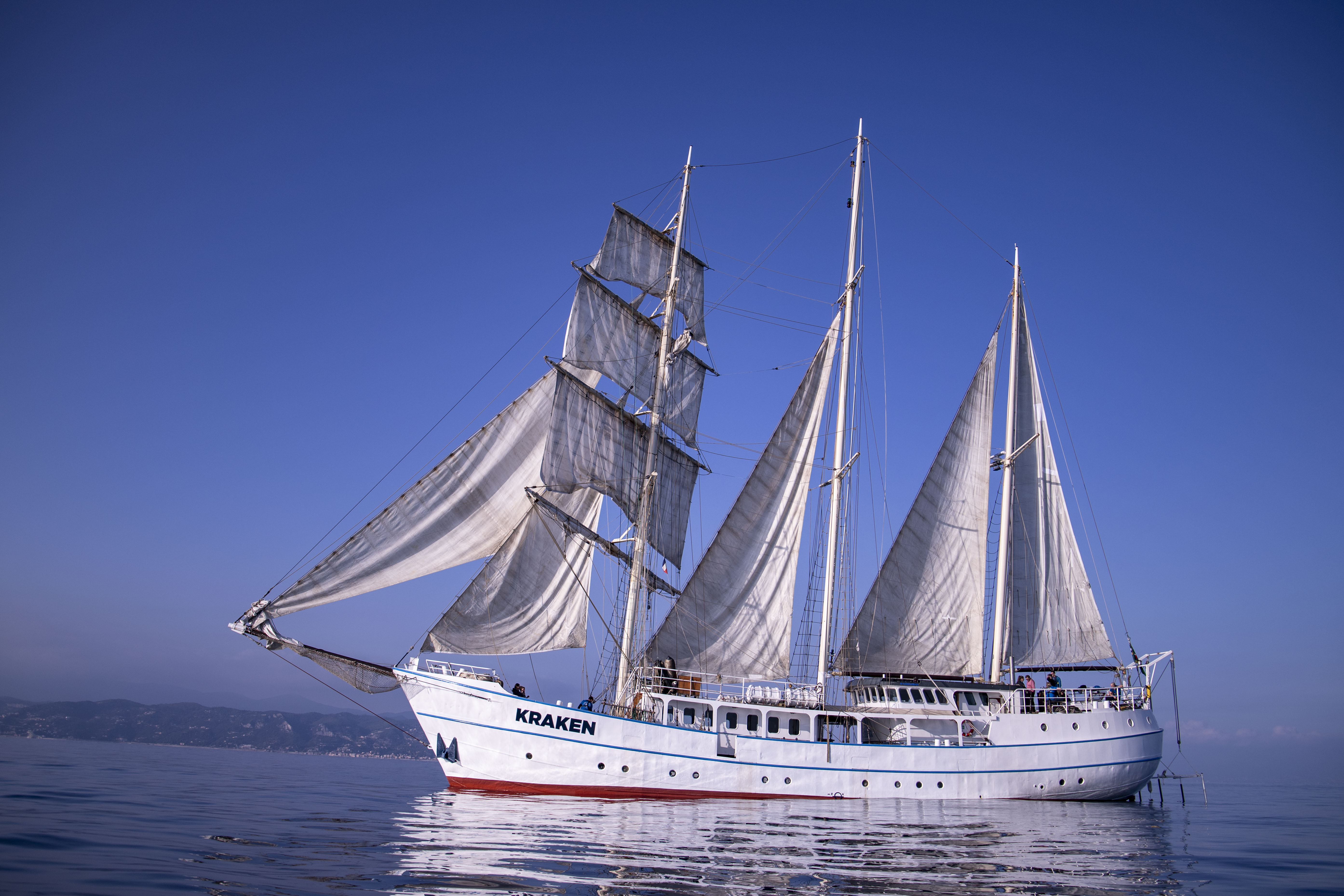
Le Kraken est le voilier emblématique de l'association.
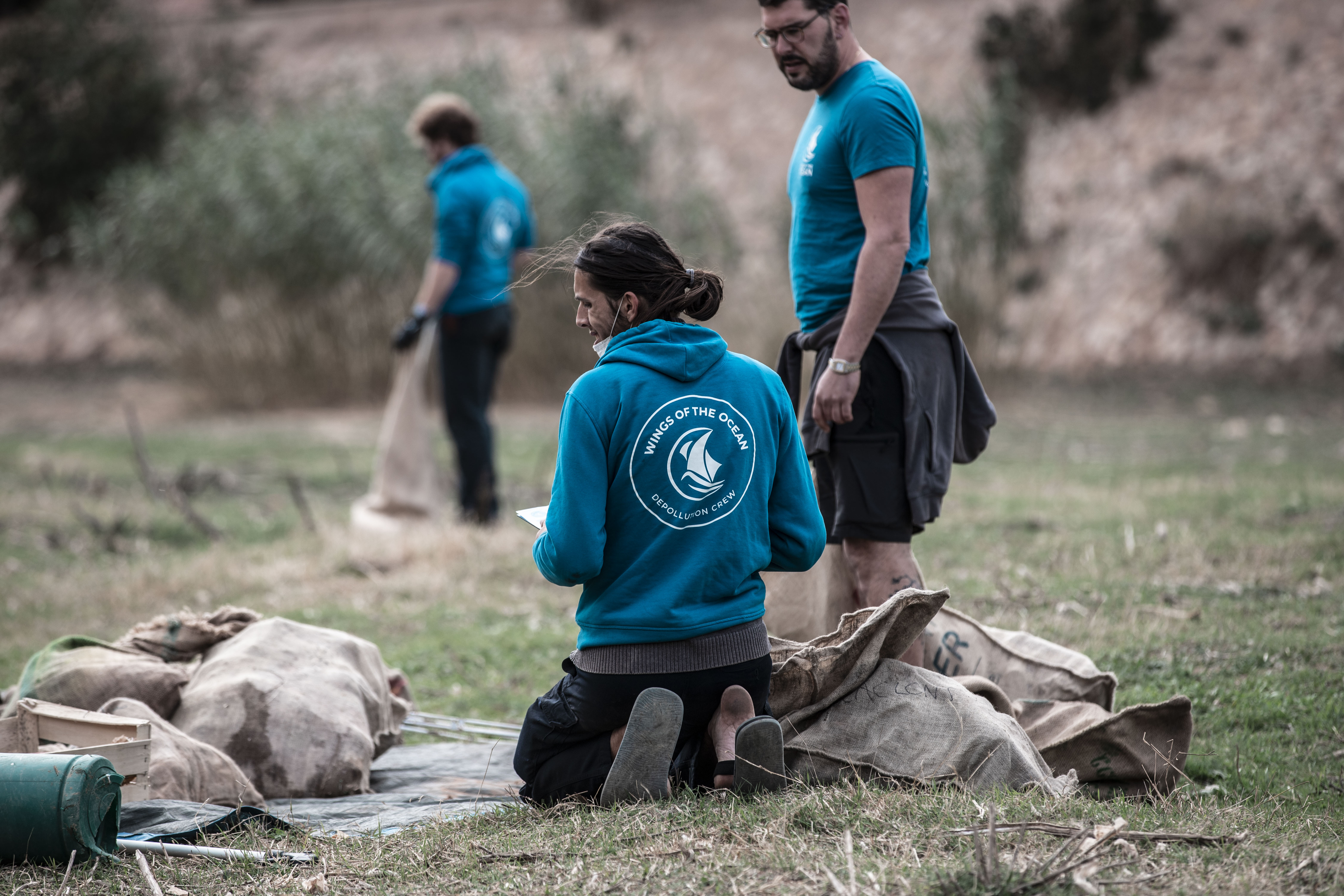
Tri des déchets après une dépollution, Carthagène.
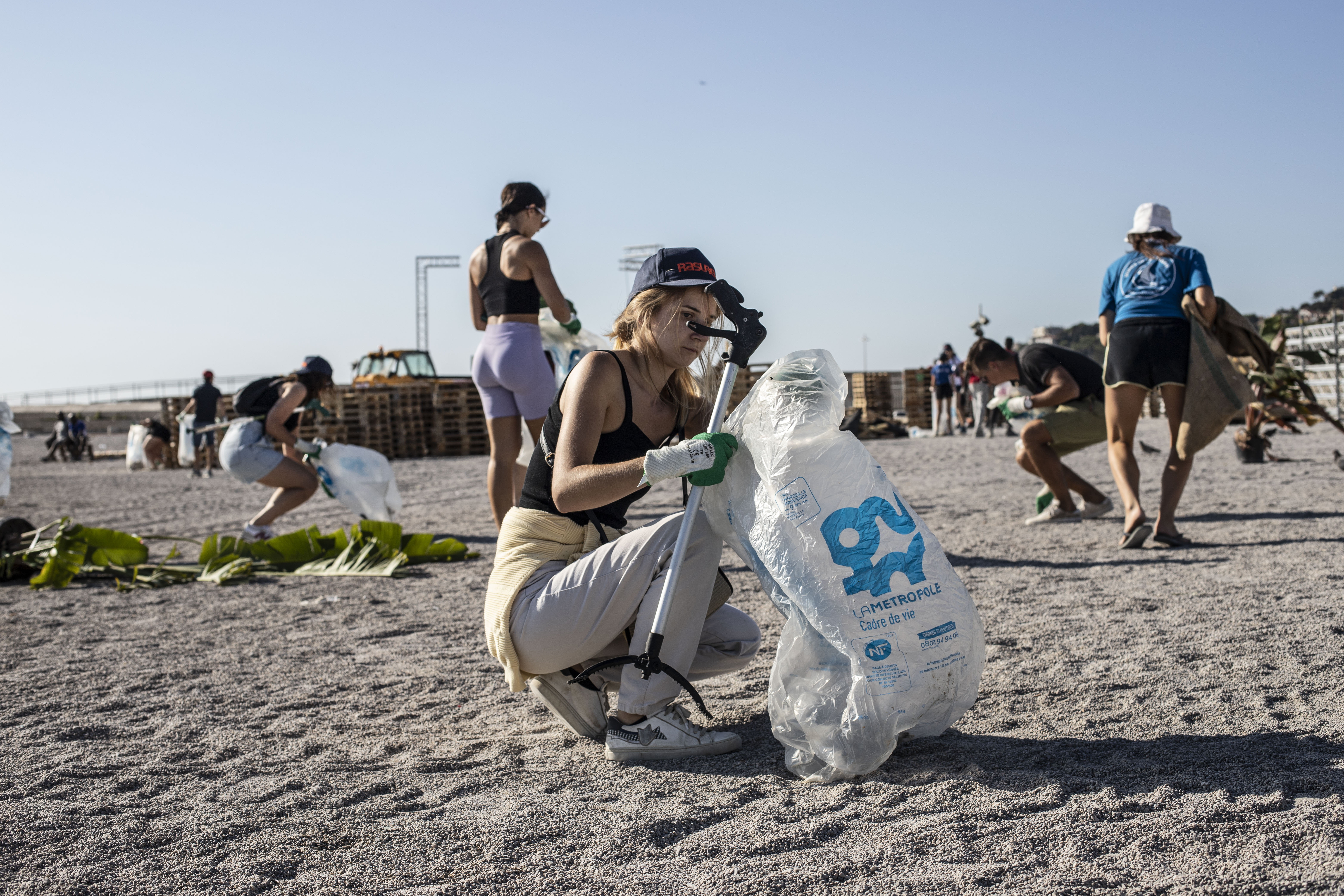
Dépollution d'une plage à Marseille en 2020 lors du DELTA festival.
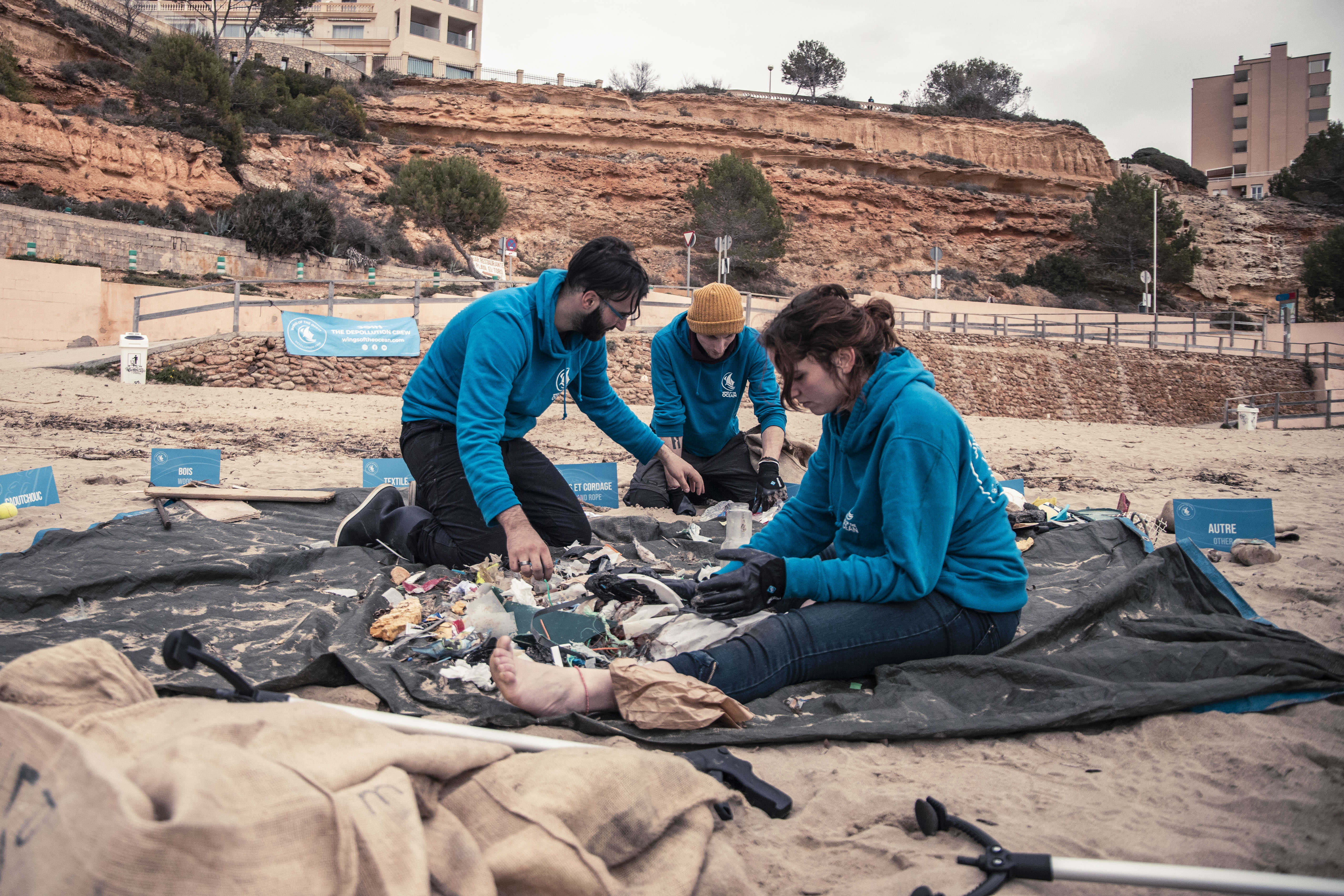
Trie des déchets, plage de Majorque en 2021.

## Activités et fonctionnement

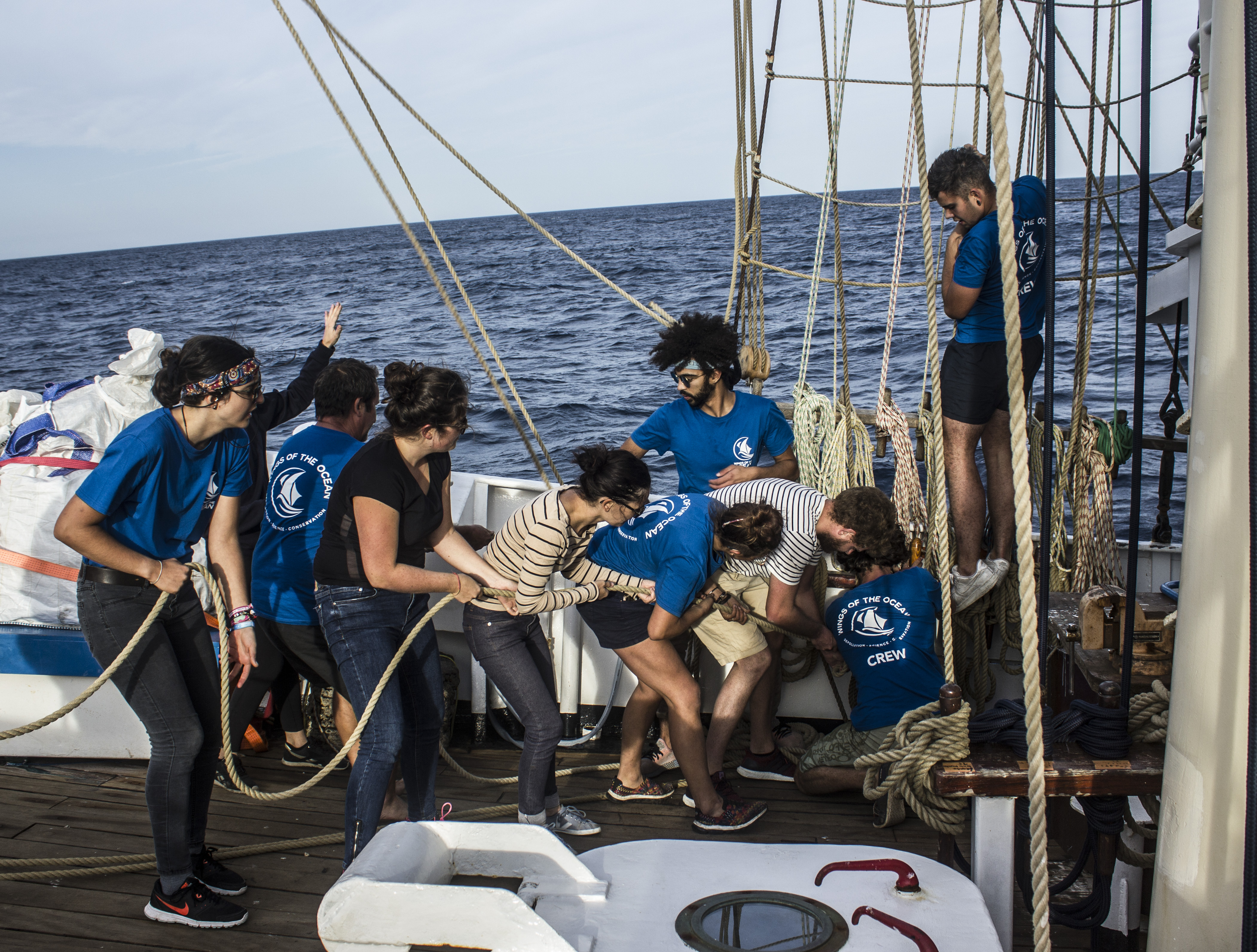
Des bénévoles à bord du Kraken effectuent une manœuvre en 2019 au large de Marseille.

Wings of the Ocean fait appel à des bénévoles pour partir à bord de ses navires. Ces derniers réalisent des opérations de dépollution de plages, de la sensibilisation du public, tout en apprenant la navigation,.
Wings of the Ocean est essentiellement financée par des dons d'entreprises privées. À ses débuts en 2019, l'association fait payer des écovolontaires pour une expérience à bord, mais ce modèle est ensuite abandonnée et l'ONG accueille depuis des bénévoles sur ses bateaux. En 2020, l'association compte 104 adhérents et 291 en 2021. En 2021, elle salarie onze personnes à temps plein et rassemble 250 bénévoles  ; en 2022, elle compte 20 salariés et 350 bénévoles. Son budget pour 2021 est de 600 000 €. Depuis mai 2021, l'ONG est intégrée au Groupe SOS. 
Outre les différentes missions menées sur les côtes françaises, l'association a également des antennes locales dans plusieurs villes comme Nantes, ou Lyon. 
Wings of the Ocean est une association de droit local alsacien-mosellan. Elle est domiciliée depuis 2023 à Paris (France).

### Note
1. ↑  Julien Wosnitza, Pourquoi tout va s'effondrer, les liens qui libèrent, 16 mai 2018 (ISBN 979-10-209-0608-3, lire en ligne)